# NGC 4180
NGC 4180 ist eine Spiralgalaxie vom Hubble-Typ Sab im Sternbild Jungfrau. Sie ist schätzungsweise 90 Millionen Lichtjahre von der Milchstraße entfernt.
Das Objekt wurde am 13. April 1784 von Wilhelm Herschel entdeckt.